# 孙玉君
孙玉君（1987年1月30日—），天津人，中国女子水球运动员，中國國家女子水球隊成員，司職外线。

## 生平
2007年，孙玉君出戰世界青年水球錦標賽，協助中國隊奪得亞軍。
2010年11月，孙玉君代表中國出戰廣州亞運會女子水球比賽項目，奪得金牌。
2011年7月，孙玉君代表中國出戰上海舉行的世界游泳錦標賽女子水球比賽項目，創下國家隊歷來最好的成績奪得銀牌。
2012年，孙玉君代表中国出戰英國倫敦舉行的奥林匹克运动会女子水球比賽。
2014年9月，孙玉君代表中國出戰韓國仁川舉行的亞運會水球比賽項目，協助球隊成功衛冕金牌。

## 外部連結
- 中國體育代表團成員名錄 - 孙玉君 （页面存档备份，存于）